# Égide Rombeaux
Égide Rombeaux o Egide Rombaux (Schaerbeek, 19 de enero de 1865 - Uccle, 11 de septiembre de 1942) fue un escultor belga, identificado con el estilo art nouveau.
Obtuvo el prix Godecharle de escultura en 1887.
Trabajó en Florencia de 1889 a 1992. Regresó a Bruselas en 1895 y enseñó en las academias de Amberes y Bruselas.

Rombaux murió en Uccle el 11 de septiembre de 1942. 

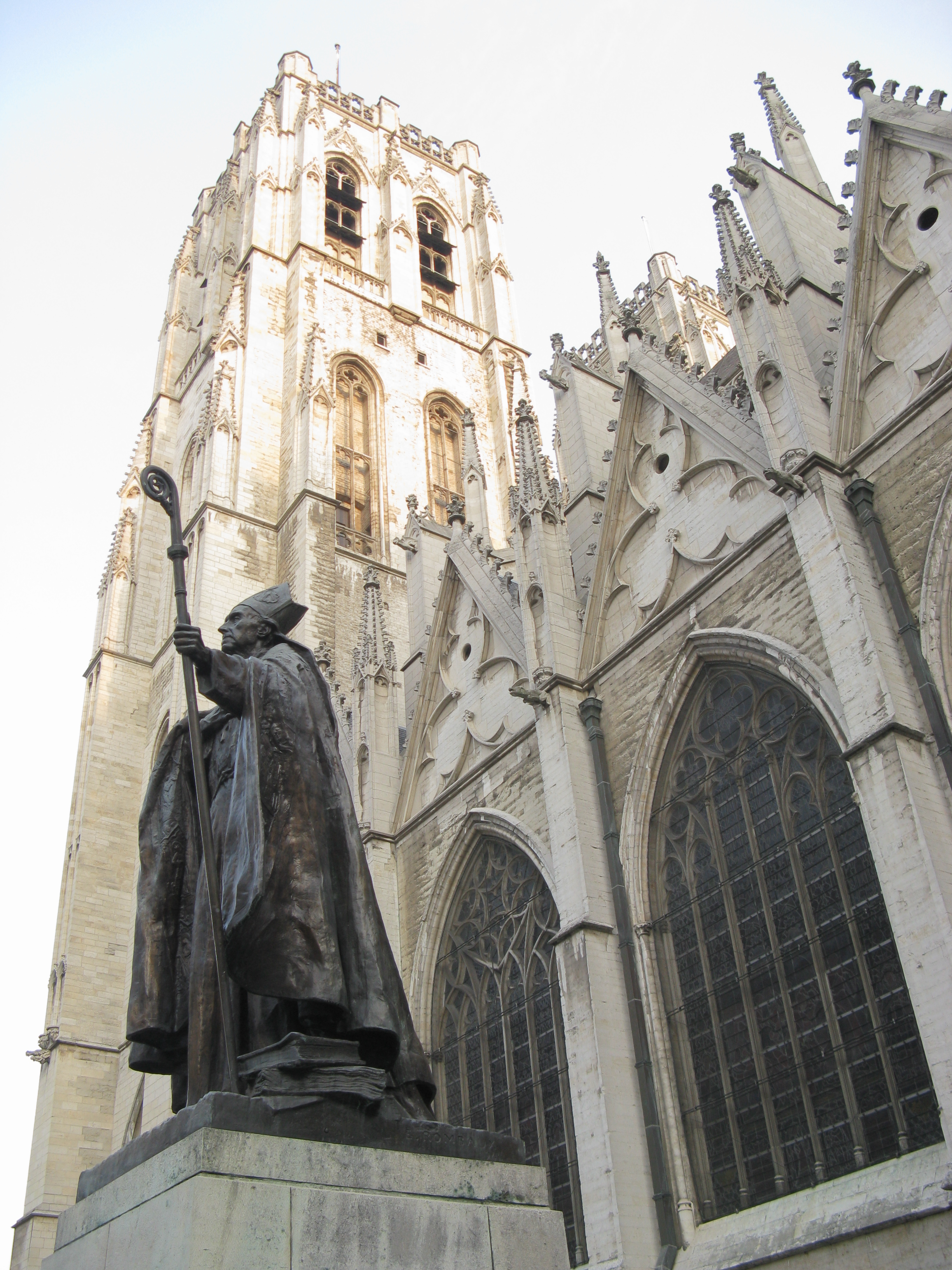
Estatua del Cardenal Mercier, por Egide Rombaux.

La Académie royale des sciences, des lettres et des beaux-arts de Belgique otorga anualmente un prix Égide Rombeaux, creado en su honor en 1943. 

## Honores
- 1911: Miembro de la Real Academia de Ciencias, Letras y Bellas Artes de Bélgica.
- 1919 : Comendador de la Orden de Leopoldo.[1]
- 1931:Gran Oficial de la Orden de la Corona (Bélgica)